# Historia de las hierbas flotantes
Historia de las hierbas flotantes (浮草物語 Ukikusa monogatari?) es una película muda de 1934 dirigida por Yasujirō Ozu que luego rehízo en color como La hierba errante en 1959. Ganó el premio Kinema Junpo a la mejor película.

## Argumento
La película comienza con una compañía itinerante de kabuki que llega en tren a una ciudad costera de provincia. Kihachi Ichikawa, el líder de la compañía, es un actor muy popular. Se toma un tiempo libre para visitar a una examante, Otsune, con quien tuvo un hijo años antes. Su hijo, ahora estudiante, no sabe que Kihachi es su padre, pensando que es un tío. Kihachi y su hijo, Shinkichi, pasan una fructífera tarde pescando dace en un río cercano.
Cuando la gira de presentaciones de la compañía se pospone debido al constante aguacero en la región, uno de los miembros de la compañía, sin darse cuenta, revela un secreto: que Kihachi ve a una mujer todos los días. Otaka, una de las actrices de Kihachi y su actual amante, decide visitar el abrevadero de Otsune con su compañera actriz Otoki. Kihachi se enfurece, advierte a Otaka que nunca vuelva a acosar a la madre y al hijo, y rompe su relación con ella.
Para vengarse de Otsune y Kihachi, Otaka le sugiere a Otoki que intente seducir a Shinkichi y le ofrece algo de dinero. Un día, Otoki espera a Shinkichi en un árbol junto a la carretera y se ofrece a encontrarse después de su actuación en el mismo lugar. Shinkichi acepta la reunión y los dos comienzan una historia de amor clandestina.
A medida que pasa el tiempo, Otoki se da cuenta de que se ha enamorado de Shinkichi. Ella le dice a Shinkichi que la olvide porque es simplemente una actriz ambulante. Kihachi descubre su aventura, se enfrenta a Otoki y la abofetea, exigiendo saber lo que quiere. Otoki revela el plan que le propuso Otaka, pero le dice que ahora ama a Shinkichi y que no está haciendo esto por dinero. Kihachi luego golpea a Otaka, pero se da cuenta de que ya no tiene control sobre el asunto.
Kihachi decide disolver la compañía y vender todos sus disfraces y accesorios. Los actores de kabuki tienen una última noche juntos. Kihachi visita a Otsune y le cuenta sobre la ruptura de su compañía. Ella lo invita a quedarse con ella para siempre y deciden contarle a Shinkichi su secreto de paternidad. Shinkichi y Otoki regresan, pero Shinkichi y Kihachi se pelean violentamente cuando Kihachi golpea a Otoki repetidamente.
Otsune ahora le dice a Shinkichi que Kihachi es su padre, pero Shinkichi se niega a reconocerlo por abandonarlos. Otsune razona que Kihachi no quiere que Shinkichi se convierta en un actor ambulante como él. Shinkichi se va a su habitación enfadado. Kihachi decide reiniciar otra compañía y se da cuenta de que no puede quedarse. Otoki pide unirse a él, pero Kihachi la deja al cuidado de Otsune y le pide a Otoki que ayude a su hijo a ser un gran hombre.
Shinkichi baja a buscar a su padre pero se ha ido por el camino. En la estación de tren, Kihachi se encuentra con Otaka, quien lo ayuda a encender su cigarrillo con fósforos. Él la invita a formar una nueva compañía itinerante con él en Kamisuwa. Otaka va a comprar un boleto extra para acompañarlo. La película termina con una toma de un tren que viaja hacia Kamisuwa.

## Temas
La película incluye la primera aparición de lo que se convirtió en una de las señas de identidad del director: una secuencia de título en la que los créditos aparecen sobre un fondo de tela de saco. Esto no solo se ajusta al entorno pastoral de la historia, sino que, dado que las secuencias de crédito de las películas anteriores de Ozu presentaban ilustraciones caricaturescas, la elección del humilde cilicio indica el surgimiento de su estilo cinematográfico maduro.

## Reparto
- Takeshi Sakamoto como Kihachi;
- Chôko Iida como Otsune, Ka-yan;
- Kōji Mitsui como Shinkichi (acreditado como Hideo Mitsui);
- Rieko Yagumo como Otaka;
- Yoshiko Tsubouchi como Otoki;
- Tomio Aoki como Tomi-boh;
- Reikô Tani como el padre de Tomibo;
- Kiyoshi Aono como el entrenador de espadas;
- Mariko Aoyama como la casera del barbero;
- Mitsumura Ikebe como un pueblerino;
- Seiji Nishimura como Kichi, un actor;
- Mitsuru Wakamiya como el asistente de la estación.

## Lanzamiento en DVD
Historia de las hierbas flotantes fue lanzada en DVD de la Región 1 por The Criterion Collection el 20 de abril de 2004 como un conjunto de dos discos con La hierba flotante. Una pista de audio alternativa contiene un comentario del historiador de cine japonés Donald Richie; otro presenta una nueva partitura del compositor Donald Sosin.

## Legado
En 2005, el Festival de Guitarra de Nueva York encargó al guitarrista Alex de Grassi que compusiera una partitura para Historia de las hierbas flotantes El guitarrista interpretó su música original para acompañar la película en el Festival de Guitarra de Nueva York de 2006.